# Roseline Rakamba
Roseline Nyachama Rakamba (* 10. Oktober 1990) ist eine kenianische Leichtathletin, die im Diskus- und Hammerwurf an den Start geht. Aktuell ist sie Inhaberin des Landesrekordes im Diskuswurf.

## Sportliche Laufbahn
Erste internationale Erfahrungen sammelte Roseline Rakamba bei den Afrikameisterschaften 2018 in Asaba, bei denen sie mit 55,57 m den achten Platz im Hammerwurf belegte und im Diskuswurf mit einer Weite von 42,23 m Rang neun erreichte. Im Jahr darauf nahm sie erstmals an den Afrikaspielen in Rabat teil und belegte dort mit 48,40 m den sechsten Platz im Diskuswurf und wurde mit dem Hammer mit einer Weite von 47,61 m 13. 2024 belegte sie bei den Afrikaspielen in Accra mit 54,28 m den sechsten Platz im Hammerwurf und gelangte im Diskuswurf mit 50,90 m auf Rang neun. Im Juni belegte sie bei den Afrikameisterschaften in Douala mit 46,50 m den zehnten Platz im Diskuswurf und wurde im Hammerwurf mit 53,19 m Siebte. 
In den Jahren 2014, 2018 und 2019 sowie 2022 wurde Rakamba kenianische Meisterin im Diskuswurf sowie 2018 und 2023 auch im Hammerwurf.

## Persönliche Bestleistungen
- Diskuswurf: 50,90 m, 21. März 2024 in Accra (kenianischer Rekord)
- Hammerwurf: 55,59 m, 22. Juni 2023 in Nairobi